# Олиево-Королевка
Оли́ево-Короле́вка (укр. Олі́єво-Королі́вка) — село в Городенковской городской общине Коломыйского района Ивано-Франковской области Украины.
Население по переписи 2001 года составляло 1161 человек. Занимает площадь 21,819 км². Почтовый индекс — 78120. Телефонный код — 03430.